# Закон збереження енергії
| Симетрія у фізиці            | Симетрія у фізиці                 | Симетрія у фізиці            |
| Перетворення                 | Відповідна інваріантність         | Відповідний закон збереження |
| ---------------------------- | --------------------------------- | ---------------------------- |
| ⭥Трансляції часу             | Однорідність часу                 | …енергії                     |
| ⊠ C, P, CP і T-симетрії      | Ізотропність часу                 | …парності                    |
| ⭤ Трансляції простору        | Однорідність простору             | …імпульсу                    |
| ↺ Обертання простору         | Ізотропність простору             | …моменту імпульсу            |
| ⇆ Група Лоренца (бусти)      | Відносність Лоренц-коваріантність | …руху центра мас             |
| ~ Калібрувальне перетворення | Калібрувальна інваріантність      | …заряду                      |

Зако́н збере́ження ене́ргії, у фізиці, принцип, згідно з яким повна енергія замкненої системи зберігається впродовж часу. Енергія не виникає з нічого і не зникає в нікуди, а може лише перетворюватись з однієї форми на іншу. Через цей закон неможливі вічні двигуни першого роду. Закон був відкритий незалежно, для різних видів енергії багатьма вченими, серед яких Готфрід Лейбніц — для кінетичної енергії, Джеймс Джоуль для внутрішньої енергії, Джон Пойнтінг для електромагнітної енергії.

## Історія відкриття закону

### Період до XIX століття
Філософські передумови для відкриття закону були закладені ще античними філософами. Ясне, хоча ще не кількісне, формулювання дав у «Началах філософії» (1644) Рене Декарт:
|  | Коли одне тіло зіштовхується з іншим, воно може передати йому лише стільки руху, скільки саме одночасно втратить, чи забрати у нього лише стільки, наскільки воно збільшить свій власний рух |

Однак, Декарт під кількістю руху мав на увазі добуток маси на абсолютне значення швидкості, тобто модуль імпульсу у сучасному розумінні.
Лейбніц у своїх трактатах «Доведення пам'ятної помилки Декарта» (1686) та «Нарис динаміки» (1695) увів поняття живої сили (лат. Vis viva), котру він визначив як добуток маси об'єкта і квадрата його швидкості (у сучасній термінології — кінетична енергія, тільки подвоєна). Крім того, Лейбніц вірив у збереження загальної «живої сили». Для пояснення сповільнення руху через тертя він допустив, що втрачена частина «живої сили» переходить до атомів:
|  | Те, що поглинається найдрібнішими атомами, не втрачається, безумовно, для всесвіту, хоча й втрачається для загальної сили тіл, що зіштовхуються |

Але жодних експериментальних підтверджень своєї здогадки Лейбніц не подав. Про те, що тепло і є тією енергією, яка забирається атомами, Лейбніц ще не думав.
Точку зору, аналогічну до декартовської, висловив у XVIII столітті М. В. Ломоносов. У листі Ейлеру (5 липня 1748 року) він сформулював «всезагальний закон природи», повторивши його в дисертації (1760):
|  | Усі переміни, що відбуваються у природі, мають таку властивість, що скільки чогось у одного тіла забирається, стільки додасться до іншого, так, якщо десь зменшиться кількість матерії, то додасться в іншому місці... Цей загальний закон поширюється і на самі правила руху, бо тіло, що рухає своєю силою інше, стільки її втрачає, скільки передає її іншому, що отримує від нього рух Оригінальний текст (рос.) Все перемены, в натуре случающиеся, такого суть состояния, что сколько чего у одного тела отнимется, столько присовокупится к другому, так ежели где убудет несколько материи, то умножится в другом месте… Сей всеобщий естественный закон простирается и в самые правила движения, ибо тело, движущее своею силою другое, столько же оные у себя теряет, сколько сообщает другому, которое от него движение получает |

### XIX століття
Одним з перших експериментів, що підтверджували закон збереження енергії, був дослід Жозеф Луї Гей-Люссака, проведний у 1807. Намагаючись довести, що теплоємність газу залежить від об'єму, він вивчав розширення газу в пустоту і виявив, що при цьому його температура не змінюється. Однак, пояснити цей факт йому не вдалося.
На початку XIX століття низкою експериментів було показано, що електричний струм може робити хімічний, тепловий, магнітний та електродинамічний впливи. Така багатоманітність дозволила Майклу Фарадею висловити думку, яка полягала у тому, що різні форми прояву сили матерії, мають спільне походження, тобто можуть перетворюватись одна в одну. Ця точка зору, за своєю суттю є провісником закону збереження енергії.

#### Саді Карно

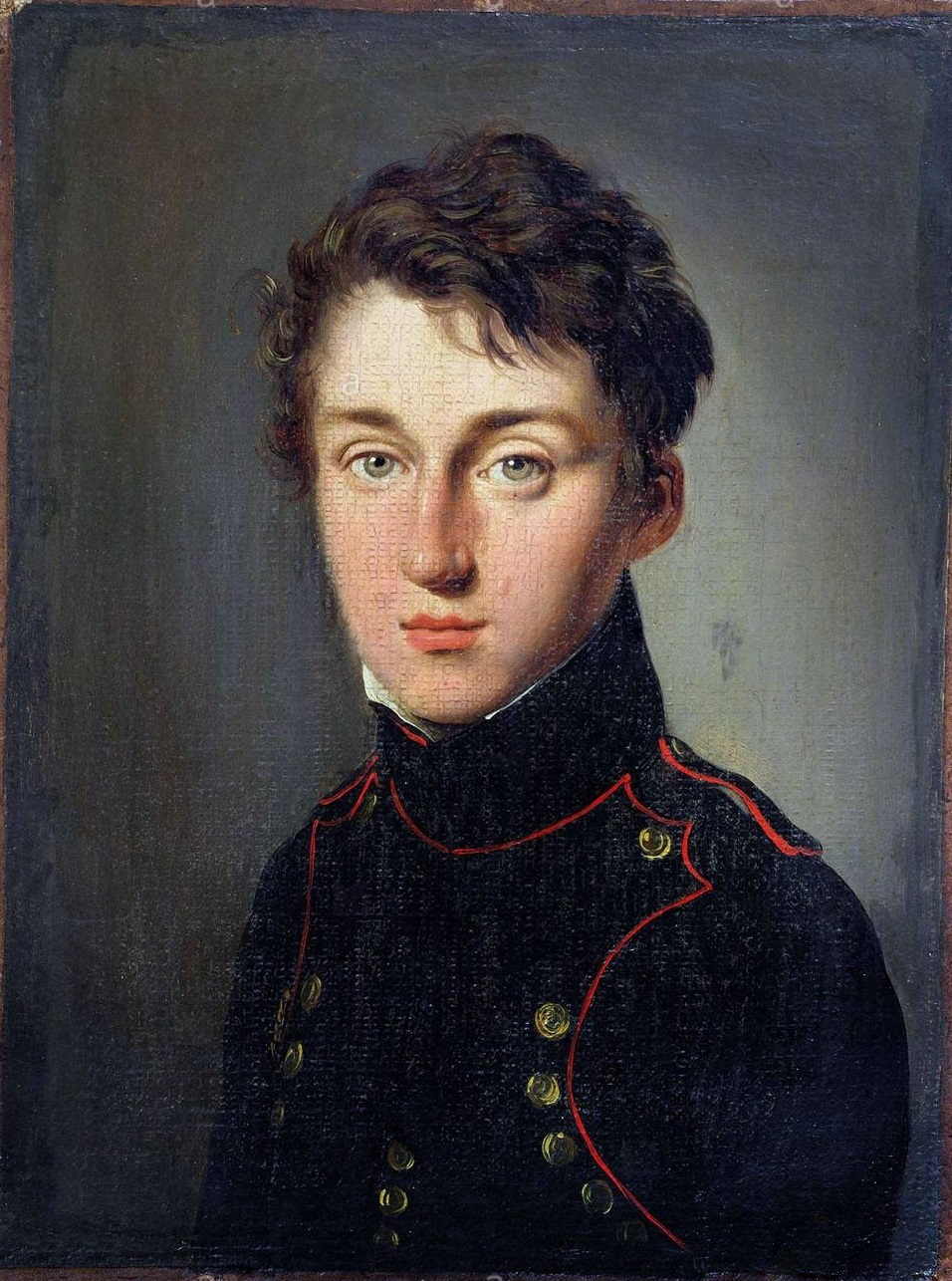
Саді Карно — французький фізик, що провів перші роботи із встановлення кількісного зв'язку між роботою і теплотою

Перші роботи із встановлення кількісного зв'язку між виконаною роботою і виділеною теплотою були проведені Саді Карно. 1824 року він опублікував невелику брошуру «Роздуми про рушійну силу вогню та про машини, здатні розвивати цю силу» (фр. Réflexions sur la puissance motrice du feu et sur les machines propres а développer cette puissance), яка спочатку не стала загальновідомою і була випадково виявлена Бенуа Клапейроном через 10 років після видання. Клапейрон надав викладу Карно сучасної аналітичної і графічної форми й переопублікував працю під тією ж назвою у журналі «Journal de l'Ecole Polytechnique». Згодом, вона була передрукована в «Annalen der Physik und Chemie». Після ранньої смерті Карно від холери залишились щоденники, які були опубліковані його братом. У них, зокрема, Карно пише:
|  | Тепло не що інше, як рушійна сила, або, вірніше, рух, що змінив свій вигляд. Цей рух частинок тіла. Всюди, де відбувається знищення рушійної сили, виникає одночасно теплота в кількості, точно пропорційній кількості зниклої рушійної сили. І навпаки: при зникненні теплоти завжди виникає рушійна сила Оригінальний текст (фр.) La chaleur n'est autre chose que la puissance motrice, on plutôt que le mouvement qui a changé de forme. C'est un mouvement dans les pasrticules des corps. Partout où il y a destruction de puissance motrice, il y a, en même temps, production de chaleur en quantité précisément proprortionnelle à la quantité de puissance motrice détruit. Réciproquement, partout où il y a destruction de chaleur, il y a production de puissance motrice |

Достеменно невідомо, які саме роздуми привели Карно до цього висновку, але по своїй суті вони є аналогічними до сучасних уявлень про те, що вчинена над тілом робота переходить в його внутрішню енергію, тобто теплоту. Також у щоденниках Карно пише:
|  | За деякими уявленнями, які у мене склалися щодо теорії тепла, створення одиниці рушійної сили вимагає витрати 2,7 одиниці тепла Оригінальний текст (фр.) D'après quelqeus idées je me suis formées sur la théorie de la chaleur, la production d'une unité de puissance motrice nécessite la destruction de 2,70 unités de chaleur |

Однак, йому не вдалось знайти точніше кількісне співвідношення між виконаною роботою і теплом, що виділилось.

#### Джеймс Джоуль

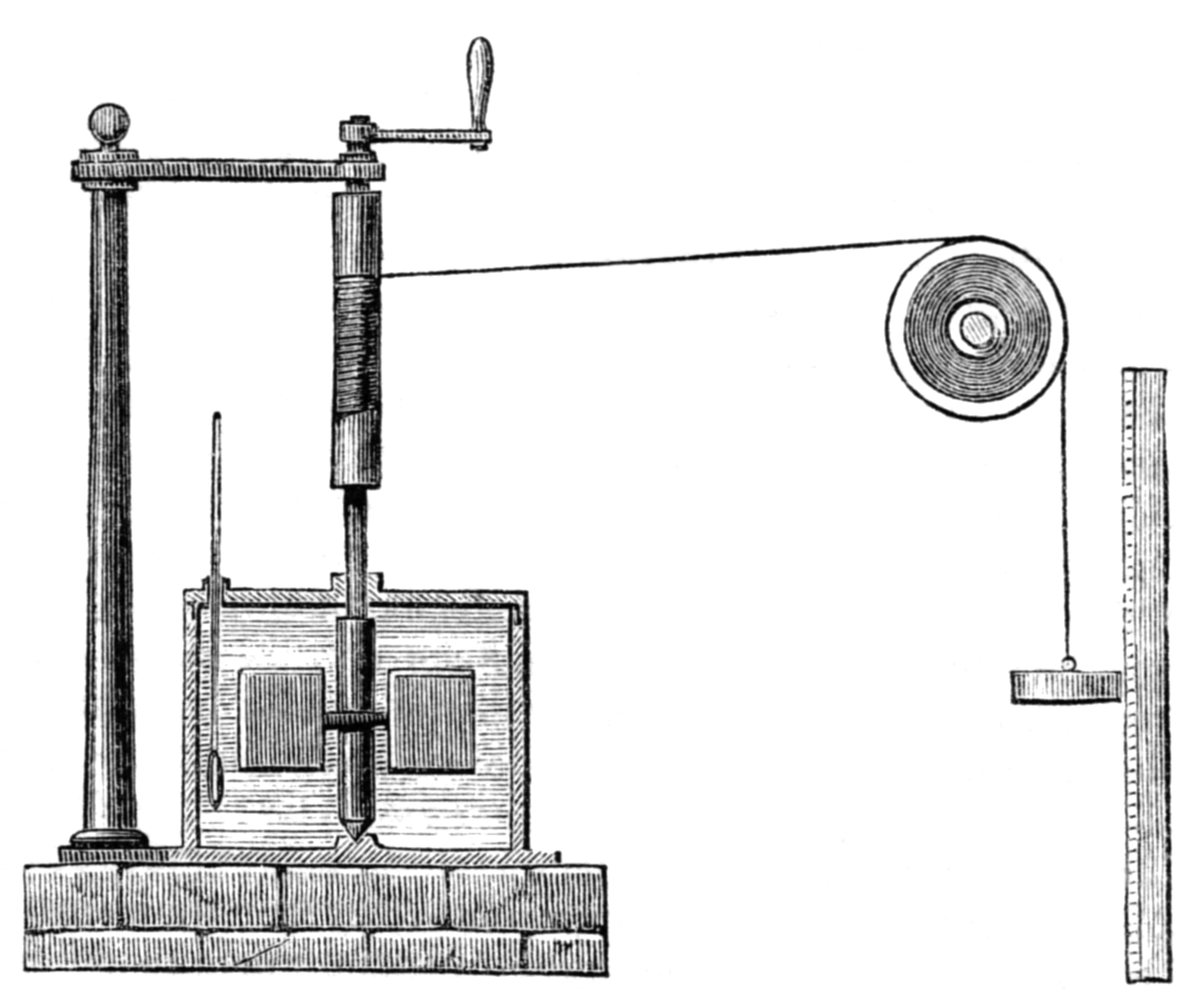
Установка Джоуля для вимірювання механічного еквівалента тепла. Вантаж, розташований праворуч, змушував лопаті, занурені у воду, обертатись, внаслідок чого вода нагрівалась

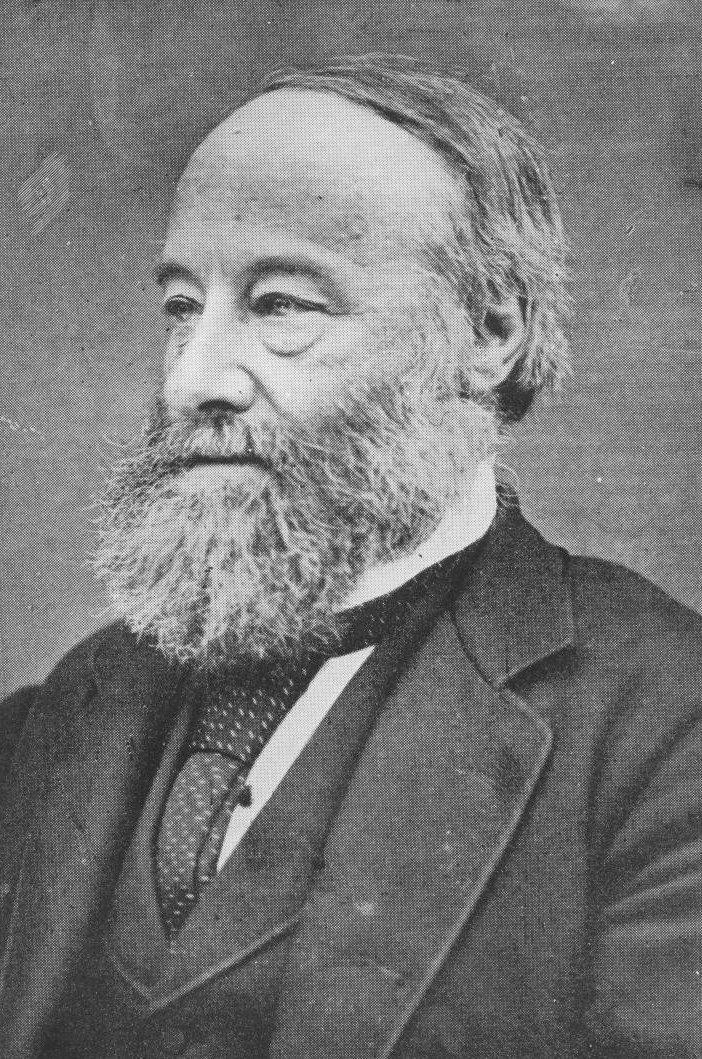
Джеймс Прескотт Джоуль

Кількісне доведення закону було зроблене Джеймсом Джоулем у ряді класичних дослідів. Він поміщав у посудину з водою соленоїд із залізним осердям, що обертався в полі електромагніта. Джоуль вимірював кількість теплоти, що виділялась в результаті тертя в котушці, у випадках замкнутої і розімкнутої обмотки електромагніта. Порівнюючи ці величини він прийшов до висновку, що кількість теплоти, яка виділяється, є пропорційною до квадрату сили струму і створюється механічними силами. Далі Джоуль удосконалив установку, замінивши обертання котушки уручну на приведення у рух від падаючого вантажу. Це дозволило зв'язати величину тепла, що виділяється зі зміною енергії вантажу:
|  | кількість теплоти, що здатна нагріти 1 фунт води на 1 градус по Фаренгейту, дорівнює і може бути перетворена у механічну силу, яка у стані підняти 838 фунтів на вертикальну висоту в 1 фут Оригінальний текст (англ.) The quantity of heat capable of raising the temperature of a pound of water by one degree of Farhenheit's scale is equal to, and may be converted into, a mechanical force capable of raising 838 lb. to the perpendicular height of one foot. |

Ці результати були викладені на фізико-математичній секції Британської асоціації у його праці 1843 року «Про тепловий ефект магнітоелектрики та механічне значення тепла». На слухачів доповідь спочатку не справила враження і не була належним чином оцінена ними, доки молодий і палкий Вільям Томсон (майбутній лорд Кельвін) не пояснив своїм колегам значення робіт Джоуля. Ця доповідь стала поворотним пунктом в кар'єрі Джоуля. Він став одним з найавторитетніших вчених свого часу, володарем багатьох титулів і нагород.
У подальші роки (1847—1850) Джоуль доклав багато зусиль до того, аби уточнити значення теплового еквівалента, довести його повну універсальність. Було доведено, що яким би способом не переходила робота в теплоту, кількість теплоти, що з'являється, завжди є пропорційною до затраченої роботи.

#### Роберт Маєр

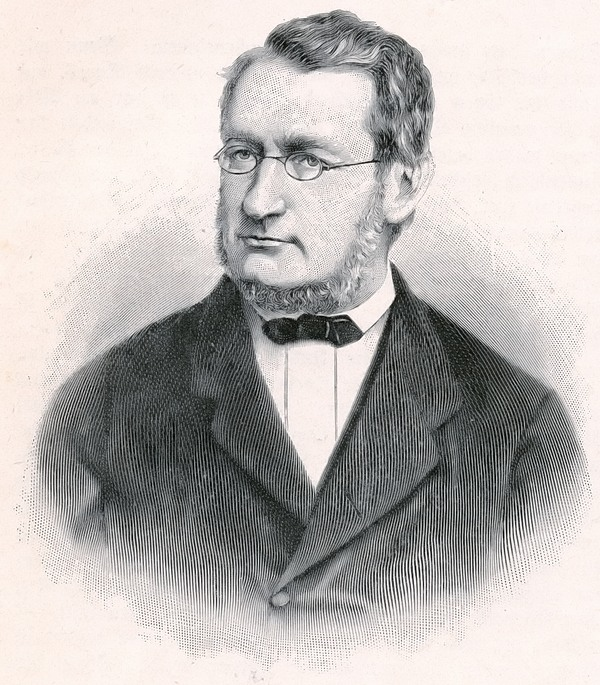
Роберт Маєр першим висунув гіпотезу про універсальність закону збереження енергії

Першим усвідомив і сформулював всезагальність закону збереження енергії німецький лікар Роберт Маєр. При дослідженні законів функціювання організму людини у нього виникло питання, чи не зміниться кількість теплоти, що виділяється організмом при перетравленні їжі, якщо він при цьому буде виконувати роботу. Якщо би кількість теплоти не мінялась, то з тієї ж кількості їжі можна було б отримати більше тепла шляхом переведення роботи у тепло (наприклад, через тертя). Якщо ж кількість теплоти зменшиться, то, робота і тепло повинні бути якось пов'язаними між собою і з процесом перетравлення їжі. Подібні роздуми привели Маєра до формулювання закону збереження енергії у якісній формі:

Рух, теплота, і, як ми маємо намір показати надалі, електрика є явищами, які можуть бути зведені до єдиної сили, які змінюються один одним і переходять один в одного за певними законами

Йому ж належить узагальнення закону збереження енергії на астрономічні тіла. Маєр стверджує, що тепло, яке надходить на Землю від Сонця, повинно спричинятися або хімічними перетвореннями, або механічною роботою на Сонці:

Загальний закон природи, який не допускає ніяких винятків, говорить, що для утворення тепла необхідна відома затрата. Цю затрату, якою б різноманітною вона не була, завжди можна звести до двох основних категорій, а саме, вона зводиться або до хімічного матеріалу, або до механічної роботи

Свої думки Маєр виклав у роботі 1841 року «Про кількісне і якісне визначення сил», яку він надіслав спочатку у провідний на той час журнал «Annalen der Physik und Chemie», де вона була відхилена головним редактором журналу Йоганном Поггендорфом, після чого її опублікував журнал «Annalen der Chemie und Pharmacie», де залишалась непоміченою до 1862 року, поки її не виявив Рудольф Клаузіус.

#### Герман Гельмгольц

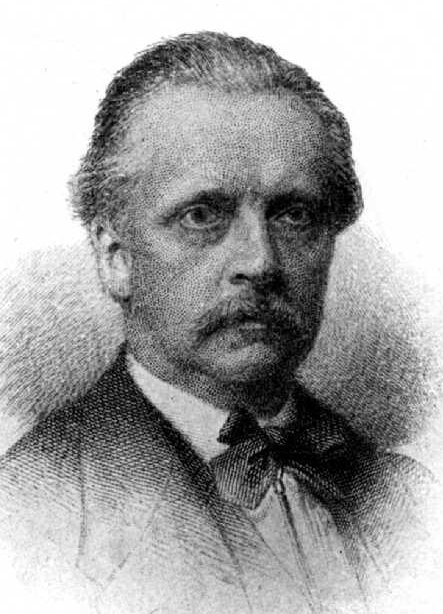
Герман Гельмгольц першим увів уявлення про потенціальну енергію

Міркування Маєра і досліди Джоуля довели еквівалентність механічної роботи і теплоти, показавши, що кількість виділеної теплоти дорівнює виконаній роботі і навпаки, проте, формулювання в точних термінах закону збереження енергії першим дав Герман фон Гельмгольц. На відміну від своїх попередників, Гельмгольц пов'язував закон збереження енергії з неможливістю існування вічних двигунів. У своїх міркуваннях він йшов від механістичної концепції будови матерії, представляючи її як сукупність великої кількості матеріальних точок, що взаємодіють між собою за допомогою центральних сил. Виходячи з такої моделі, Гельмгольц звів усі види сил (згодом отримали назву видів енергії) до двох великих типів: живих сил рухомих тіл (кінетичної енергії у сучасному розумінні) і сил напруження (потенційної енергії). Закон збереження цих сил був ним сформульований так:
|  | В усіх випадках, коли відбувається рух вільних матеріальних точок під дією сил тяжіння і відштовхування, величина яких залежить лише від відстані між точками, зменшення сили напруження завжди дорівнює збільшенню живої сили, і навпаки, збільшення першої призводить до зменшення другої. Таким чином, завжди сума живої сили і сили напруження є сталою. Оригінальний текст (нім.) In allen Fällen der Bewegung freier materieller Puncte unter dem Einfluss ihrer anziehenden und abstossenden Kräfte, deren Intensitäten nur von der Entfernung abhängig sind, ist der Verlust an Quantität der Spannkraft stets gleich dem Gewinn an lebendiger Kraft, und der Gewinn der ersteren dem Verlust der letzteren. Es ist also stets die Summe der vorhandenen lebendigen und Spannkräfte constant. |

У цій цитаті під живою силою Гельмгольц має на увазі кінетичну енергію матеріальних точок, а під силою напруження — потенціальну. Мірою виконаної роботи Гельмгольц запропонував вважати половину величини mq² (де m — маса точки, q — її швидкість) й виразив сформульований закон у такій математичній формі:
{\displaystyle -\sum \left[\int \limits _{r_{ab}}^{R_{ab}}\varphi _{ab}\mathrm {d} r_{ab}\right]=\sum {\frac {m_{a}Q_{a}^{2}}{2}}-\sum {\frac {m_{a}q_{a}^{2}}{2}},}
розуміючи під {\displaystyle Q_{a}} та {\displaystyle q_{a}} швидкості тіла у положеннях {\displaystyle R_{ab}} і {\displaystyle r_{ab}} відповідно, а під {\displaystyle \varphi _{ab}} — «величину сили, яка діє за напрямом r» і «вважається додатньою, якщо має місце притягання, і від'ємною, якщо спостерігається відштовхування…»
Отже, головним нововведенням Гельмгольца стало введення поняття потенціальних сил і потенціальної енергії, що дозволило надалі узагальнити закон збереження енергії на усі розділи фізики. Зокрема, спираючись на закон збереження енергії, він вивів закон електромагнітної індукції Фарадея.

### Уведення терміна «енергія»
Перехід від поняття «живої сили» до поняття «енергії» відбувся на початку другої половини XIX століття і був пов'язаний з тим, що поняття сили уже було уведено в іншому розумінні у ньютонівській механіці. Саме поняття енергії у сучасному трактуванні було уведене ще в 1807 році Томасом Юнгом у його «Курсі лекцій з натуральної філософії і механічних мистецтв» (англ. «A course of lectures on natural philosophy and the mechanical arts»). Перше строге визначення енергії дав Вільям Томсон у 1852 році у роботі «Динамічна теорія тепла»:
|  | Під енергією матеріальної системи у певному стані ми розуміємо виміряну у механічних одиницях роботи суму усіх дій, які відбуваються поза системою, коли вона переходить з цього стану будь-яким способом у довільно обраний нульовий стан Оригінальний текст (англ.) "mechanical energy of a body in a given state," will denote the mechanical value of the effects the body would produce in passing from the state in which it is given, to the standard state |

## Закон збереження механічної енергії
У механіці закон збереження енергії стверджує, що в замкненій системі частинок, повна енергія, що є сумою кінетичної і потенціальної енергії не залежить від часу, тобто є інтегралом руху. Закон збереження енергії справедливий тільки для замкнених систем, тобто за умови відсутності зовнішніх полів чи взаємодій.
Сили взаємодії між тілами, для яких виконується закон збереження механічної енергії називаються консервативними силами. Закон збереження механічної енергії не виконується для сил тертя, оскільки за наявності сил тертя відбувається перетворення механічної енергії в теплову.

### Математичне формулювання
Еволюція механічної системи матеріальних точок з масами {\displaystyle m_{i}} за другим законом Ньютона задовольняє системі рівнянь
{\displaystyle m_{i}{\dot {\mathbf {v} _{i}}}=\mathbf {F} _{i}},
де {\displaystyle \mathbf {v} _{i}} — швидкості матеріальних точок, а {\displaystyle \mathbf {F} _{i}} — сили, що діють на ці точки.
Якщо подати сили, як суму потенціальних сил {\displaystyle \mathbf {F} _{i}^{p}} і непотенціальних сил {\displaystyle \mathbf {F} _{i}^{d}}, а потенціальні сили записати у вигляді
{\displaystyle \mathbf {F} _{i}^{p}=-\nabla _{i}U(\mathbf {r} _{1},\mathbf {r} _{2},\ldots \mathbf {r} _{N})},
то, домножуючи усі рівняння на {\displaystyle \mathbf {v} _{i}} і можна отримати
{\displaystyle {\frac {d}{dt}}\sum _{i}{\frac {mv_{i}^{2}}{2}}=-\sum _{i}{\frac {d\mathbf {r} _{i}}{dt}}\cdot \nabla _{i}U(\mathbf {r} _{1},\mathbf {r} _{2},\ldots \mathbf {r} _{N})+\sum _{i}{\frac {d\mathbf {r} _{i}}{dt}}\cdot \mathbf {F} _{i}^{d}}
Перша сума в правій частині рівняння є ні чим іншим, як похідною за часом від складеної функції, а отже, якщо ввести позначення
{\displaystyle E=\sum _{i}{\frac {mv_{i}^{2}}{2}}+U(\mathbf {r} _{1},\mathbf {r} _{2},\ldots \mathbf {r} _{N})}
і назвати цю величину механічною енергією, то, інтегруюючи рівняння від моменту часу t=0 до моменту часу t, можна отримати
{\displaystyle E(t)-E(0)=\int _{L}\mathbf {F} _{i}^{d}\cdot d\mathbf {r} _{i}},
де інтегрування проводиться вздовж траєкторій руху матеріальних точок.
Таким чином,
| Зміна механічної енергії системи матеріальних точок з часом дорівнює роботі непотенціальних сил. |

Закон збереження енергії в механіці виконується тільки для систем, у яких всі сили потенціальні.
Ще на ранніх етапах розвитку фізики рівняння механіки використовувалися до небесних тіл, для яких непотенціальні сили, наприклад, сила тертя, дуже малі і ними можна знехтувати. Непотенціальних сил не існує також у мікросвіті атомів і молекул. В цих системах закон збереження механічної енергії відіграє ключову роль. А от на побутовому рівні, у світі земних природних явищ і машин, механічна енергія не зберігається. Тому повне формулювання закону збереження енергії вимагає вивчення теплових явищ.

### Однорідність часу
Закон збереження енергії пов'язаний із однорідністю часу, а саме із принципом, згідно з яким жодна мить жодним чином не відрізняється від іншої, тож однакові фізичні системи за однакових умов завжди еволюціонуватимуть однаково. Щодо цього закон збереження енергії є частковим випадком загальної теореми Нетер.
З точки зору аналітичної механіки, однорідність часу зводиться до твердження, що механіка Лагранжа чи Гамільтона класичної системи не залежить від часу безпосередньо, а лише опосередковано, через узагальнені координати.
В квантовій фізиці у випадку, коли гамільтоніан фізичної системи не залежить від часу, можна перейти від часового рівняння Шредінгера до
стаціонарного рівняння Шредінгера. В такому випадку енергія стає інтегралом руху, але приймає лише певні значення, визначені із розв'язку відповідної задачі на власні значення. Говорять, що енергія квантується.

## Закон збереження енергії в термодинаміці
У термодинаміці закон збереження енергії встановлює співвідношення між внутрішньою енергією тіла, кількістю теплоти, переданою тілу і виконаною роботою.
Термодинаміка вивчає здебільшого нерухомі тіла, кінетична і потенціальна енергія яких залишається незмінною. Однак, ці тіла можуть виконувати роботу над іншими тілами, якщо, наприклад, змінювати їхню температуру. Отже, оскільки нагріте тіло може виконувати роботу, воно має певну енергію. Ця енергія отримала назву внутрішньої енергії. З точки зору фізики мікросвіту — фізики атомів і молекул, внутрішня енергія тіла є сумою кінетичних і потенціальних енергії частинок, з яких це тіло складається. Однак, з огляду на велику кількість та малі розміри частинок і загалом невідомі закони їхньої взаємодії, внутрішню енергію тіла визначити важко, виходячи з його будови. Проте очевидно, що вона залежить від температури тіла.
Визначальним моментом для встановлення закону збереження енергії стало встановлення еквівалентності між теплом, кількісною характеристикою якого є кількість теплоти, і механічною роботою. Якщо тілу надати певну кількість теплоти Q, то частина її піде на виконання механічної роботи A, а частина на збільшення внутрішньої енергії тіла:
{\displaystyle Q=A+\Delta E},
Ця формула складає основу першого закону термодинаміки.
Аналогічним чином при виконанні механічної роботи, частина енергії втрачається у вигляді тепла, тобто йде на підвищення температури тіла й навколишнього середовища.
Загалом сумарний притік енергії в систему мусить дорівнювати сумарному відтоку енергії з системи, плюс зміна енергії тіл, з яких складається сама система. Іншими словами, енергія може бути перетворена з одної форми в іншу, але не може бути створена чи знищена.

## Закон збереження енергії у гідродинаміці
У гідродинаміці ідеальної рідини закон збереження енергії традиційно формулюється у вигляді рівняння Бернуллі: уздовж ліній току залишається сталою сума питомих енергій (кінетичної, внутрішньої і потенціальної, відповідно):
{\displaystyle {\frac {v^{2}}{2}}+w+gz={\rm {const}}.}
Тут використані такі позначення: {\displaystyle \ v} — швидкість потоку рідини, {\displaystyle \ w} — теплова функція рідини, {\displaystyle \ g} — прискорення вільного падіння, {\displaystyle \ z} — координата точки у напрямі сили тяжіння. Якщо внутрішня енергія рідини не змінюється (рідина не нагрівається і не охолоджується), то рівняння Бернуллі може бути переписане у вигляді:
{\displaystyle {\frac {v^{2}}{2}}+\int {\frac {{\rm {d}}p}{\rho (p)}}+gz={\rm {const}},}
де {\displaystyle \ p} — тиск рідини, {\displaystyle \ \rho (p)} — густина рідини. Для нестисливої рідини густина є сталою величиною, тому в останньому рівнянні може бути виконане інтегрування:
{\displaystyle {\frac {v^{2}}{2}}+{\frac {p}{\rho }}+gz={\rm {const}}.}

## Закон збереження енергії в електродинаміці
В електродинаміці закон збереження енергії історично формулюється у вигляді теореми Пойнтінга(у деяких джерелах називається теоремою Умова—Пойнтінга), що пов'язує густину енергії з густиною потоку електромагнітної енергії та густиною джоулевих втрат. У словесній формі теорема може формулюватись так:
| Зміна електромагнітної енергії, що міститься у деякому об'ємі, за одиницю часу дорівнює сумі потоку електромагнітної енергії через поверхню, що обмежує цей об'єм, та кількості теплової енергії, що виділилася в цьому об'ємі за цей же проміжок часу, взятих з протилежним знаком. |

Математично це формулювання у системі СГС записується в інтегральній формі у вигляді:
{\displaystyle {\frac {\partial }{\partial t}}\int \limits _{V}udV=-\oint \limits _{\sigma }\mathbf {S} \cdot d\mathbf {\sigma } -\int \limits _{V}\mathbf {J} \cdot \mathbf {E} dV,}
де {\displaystyle V} — деякий об'єм, {\displaystyle \sigma } — поверхня, що обмежує цей об'єм,
{\displaystyle u={\frac {1}{8\pi }}\left(\mathbf {E} \cdot \mathbf {D} +\mathbf {B} \cdot \mathbf {H} \right)} — густина енергії електромагнітного поля (Дж/м³),
{\displaystyle \mathbf {S} ={\frac {c}{4\pi }}\left[\mathbf {E} \times \mathbf {H} \right]} — вектор Пойнтінга (Дж/м²∙с),
{\displaystyle \mathbf {J} } — густина струму, {\displaystyle \mathbf {E} } — напруженість електричного поля, {\displaystyle \mathbf {D} } — індукція електричного поля, {\displaystyle \mathbf {H} } — напруженість магнітного поля, {\displaystyle \mathbf {B} } — індукція магнітного поля.
Цей же закон математично може бути записаний в диференціальній формі:
{\displaystyle {\frac {\partial u}{\partial t}}+\nabla \cdot \mathbf {S} =-\mathbf {J} \cdot \mathbf {E} }.
Густина енергії {\displaystyle u} ({\displaystyle \epsilon _{0}} — електрична стала, {\displaystyle \mu _{0}} — магнітна стала):
{\displaystyle u={\frac {1}{2}}\left(\varepsilon _{0}\mathbf {E} ^{2}+{\frac {\mathbf {B} ^{2}}{\mu _{0}}}\right).}

## Рівняння неперервності
В неізольованих фізичних системах енергія може перепливати із однієї просторової частини системи до іншої. В такому випадку закон збереження енергії набирає вигляду рівняння неперервності
{\displaystyle {\frac {dw}{dt}}+{\text{div}}\,\mathbf {J} _{E}=0},
де {\displaystyle w} — густина енергії, {\displaystyle \mathbf {J} _{E}} — густина потоку енергії.
Це рівняння означає, що зміна енергії певного елементарного об'єму з часом дорівнює різниці між притоком енергії в цей елементарний об'єм та відтоком енергії з нього.
Такий вигляд має, зокрема рівняння теплопровідності.

## Перетворення енергії
Енергія одного виду може перетворюватися на енергію іншого виду, наприклад, хімічна енергія може перетворюватися на теплову, а теплова енергія в механічну тощо.
В молекулі хімічної сполуки атоми зв'язані між собою хімічними зв'язками. Для того, щоб розірвати хімічний зв'язок потрібно затратити певну енергію, значення якої визначається типом зв'язку. В одних молекулах енергія зв'язку більша, в інших менша. Так, енергія зв'язку в молекулі вуглекислого газу СО2 більша, ніж сумарна енергія атома карбону у вугіллі й атомів оксигену в молекулі кисню O2. Тому можлива хімічна реакція горіння, внаслідок якої утворюється вуглекислий газ, а залишки хімічної енергії передаються поступальному, тепловому руху молекул, тобто перетворюються на тепло. Виділене внаслідок горіння тепло можна використати, наприклад, для нагріву пари в паровій турбіні, яка, обертаючись, створює електрорушійну силу в генераторі, продукуючи електроенергію. Електроенергія може, своєю чергою використовуватися для виконання механічної роботи, наприклад, підйому ліфта, або ж для освітлення, де електрична енергія перетворюється на енергію електромагнітних хвиль — світла.